# Primula crocifolia
Primula crocifolia är en viveväxtart som beskrevs av Ferdinand Albin Pax och Käthe Hoffmann.
Primula crocifolia ingår i släktet vivor och familjen viveväxter. Inga underarter finns listade i Catalogue of Life.